# 英國國家檔案館
國家檔案館（英語：The National Archives，縮寫：TNA）是英國文化、媒體和體育部下轄的一個行政機構，是英國政府官方檔案館。它由四個機構，即公共檔案館、皇家歷史手稿委員會、公共部門資訊辦公室和皇家文書局在2003年合併成。

## 位置
國家檔案館位於大倫敦泰晤士河畔列治文區邱。其大樓在1977年開張，當時被政府用來做公共記錄。這座大樓在第一次世界大戰期間曾是醫院，後來先後被數家政府部門使用。大樓靠近邱園站。
到2008年3月關閉為止，伊斯靈頓的家庭記錄中心（Family Records Centre）是由國家檔案館和註冊總署一起運營的。國家檔案館在諾里奇還有一個辦公室，在柴郡溫斯福德有一個記錄存儲中心“DeepStore”。

## 外部連結
- 官方网站
- National Archives of Scotland （页面存档备份，存于） — a separate organisation
- Public Record Office of Northern Ireland - the official repository for Northern Ireland
- Specialist and Local Records Offices in England and Wales
- Specialist and Local Records Offices in Scotland
- Research Guide: Visiting a Records Office
- Your Archives - wiki for users of The National Archives
- Fenton, Ben. . The Daily Telegraph. 2 July 2005  [2014-08-28]. （原始内容存档于2013-01-14）.
- (新闻稿). The National Archives. 3 May 2008. （原始内容存档于2012年4月10日）.